# إيشون (سنغافورة)
إيشون (بالإنجليزية: Yishun)، والمعروفة سابقًا باسم «ني سون» (بالإنجليزية: Nee Soon)، هي مدينة سكنية تقع في الجزء الشمالي الشرقي، بالمنطقة الشمالية بسنغافورة.